# Lieblingsfarben und Tiere
Lieblingsfarben und Tiere je třinácté studiové album německé skupiny Element of Crime. Vydáno bylo v září roku 2014 společností Universal a jeho producenty byli členové skupiny Element of Crime. Píseň „Lieblingsfarben und Tiere“ rovněž vyšla na 10" gramofonové desce, která dále obsahovala tři coververze: „Medicine Man“ od Johna Mayalla, „If“ od Pink Floyd a „We Have All the Time in the World“.

## Seznam skladeb
Texty napsal Sven Regener, hudbu složili David Young, Jakob Ilja, Richard Pappik a Sven Regener.
1. „Am Morgen danach“ – 3:42
2. „Lieblingsfarben und Tiere“ – 4:12
3. „Schade dass ich das nicht war“ – 2:30
4. „Rette mich (vor mir selber)“ – 3:57
5. „Liebe ist kälter als der Tod“ – 4:09
6. „Schwert, Schild und Fahrrad“ – 4:46
7. „Immer so weiter“ – 3:15
8. „Dunkle Wolke“ – 3:46
9. „Dieselben Sterne“ – 3:06
10. „Wenn der Wolf schläft müssen alle Schafe ruhen“ – 3:43

## Obsazení

### Hudebníci
Element of Crime
- Sven Regener – zpěv, kytara, trubka, klavír, varhany
- David Young – kytara, baskytara
- Jakob Ilja – kytara, mandolína
- Richard Pappik – bicí, perkuse, harmonika

Ostatní
- Ekki Busch – akordeon
- Florian Heidtmann – altsaxofon
- Matias de Oliveira Pinto – violoncello
- Rainer Theobald – klarinet
- Kurt Dahlke – syntezátor
- Rainer Theobald – tenorsaxofon
- Julius Hopf – pozoun
- Tassilo Kaiser – viola
- Sabrina Briscik – viola
- Nicola Borsche – housle
- Orm Finnendahl – aranžmá smyčců

### Technická podpora
- Element of Crime – produkce
- Roger Moutenot – mixing
- Rike Weiger – obal
- Charlotte Goltermann – fotografie
- Gerd Krüger – nahrávání
- Alexander Grill – asistent při nahrávání